# Esna jõgi
Esna jõgi (Esnaån) ett vattendrag i landskapet Järvamaa i centrala Estland. Ån är ett östligt (vänster) biflöde till Pärnu och sammanflyter med denna vid staden Paide i Järvamaa. Åns källa är belägen vid byn Kodasema i Roosna-Alliku kommun i Järvamaa och den flyter igenom byn Esna i Kareda kommun som blivit namngivande. Den är 23 km lång.